# Stefania Skwarczyńska
Stefania Maria Salomea Skwarcyńska, née le 17 novembre 1902 à Kamionka Strumilowa et morte le 28 avril 1988 à Łódź, est une théoricienne et une historienne polonaise de la littérature, spécialiste du théâtre. Elle est professeure titulaire et docteure honoris causa de l'Université de Łódź.